# أوغدن كومبتون
أوغدن كومبتون (بالإنجليزية: Ogden Compton)‏ هو لاعب كرة قدم أمريكية أمريكي، ولد في 25 أغسطس 1932 في إثاكا في الولايات المتحدة.

## وصلات خارجية
- أوغدن كومبتون على موقع مرجع كرة القدم المحترفة.كوم (الإنجليزية)